# Kalanura
Genre
Kalanura est un genre de collemboles de la famille des Neanuridae.

## Distribution
Les espèces de ce genre sont endémiques de Russie.

## Liste des espèces
Selon Checklist of the Collembola of the World (version du 12 octobre 2019) :
- Kalanura babenkoi Smolis, 2007
- Kalanura compacta Smolis, 2007
- Kalanura spectabilis Smolis, 2007
- Kalanura stebaevae Smolis, 2007

## Publication originale
- Smolis, 2007 : Kalanura-a new genus of Neanurini (Collembola, Neanuridae, Neanurinae) from Siberia, with description of four new species. Zootaxa, no 1511, p. 1-16.